# Kirby's Epic Yarn
Kirby's Epic Yarn is een platformspel voor de Wii. Het spel werd uitgegeven door Nintendo en is ontwikkeld door Good-Feel. Het spel is uitgegeven in Japan op 14 oktober 2010, in Europa verscheen het op 25 februari 2011.
Op 8 maart 2019 verscheen er een versie voor de Nintendo 3DS.

## Plot
Kirby is plotseling omgetoverd tot wol. Hij wordt naar Patch Land gestuurd, een wereld gemaakt van stof. Hier moet hij prins Fluff helpen om de zeven magische bollen wol terug te vinden, waarmee Patch Land weer dichtgenaaid kan worden om zo de kwaadaardige Yin Yarn te stoppen.

## Spel
Het spel is een zijwaarts scrollend platformspel waarin protagonist Kirby het opneemt tegen allerlei vijanden. Hij kan tegenstanders opzuigen. Ook kan hij outfits vinden waarmee hij andere vaardigheden krijgt.

## Ontwikkeling
Spelontwerper Madoka Yamauchi kwam op het idee van een wereld vol met wol. Oorspronkelijk zou prins Fluff de hoofdpersoon worden. De grafische stijl in het spel is ontworpen aan de hand van digitale afbeeldingen van echte wol die op polygonen zijn geplaatst.

## Ontvangst
| Recensiescore             | Recensiescore |
| Recensieverzamelaar       | Score         |
| ------------------------- | ------------- |
| GameRankings              | 88,5%         |
| Metacritic                | 86%           |
| Publicist                 | Score         |
| Destructoid               | 9,5           |
| Electronic Gaming Monthly | 8,5           |
| Eurogamer                 | 8             |
| Famitsu                   | 36/40         |
| Game Informer             | 9,5           |
| GameSpot                  | 8,5           |
| GameSpy                   | 4,5/5         |
| IGN                       | 9             |
| Nintendo Power            | 8,5%          |

Kirby's Epic Yarn ontving positieve recensies. Men prees het grafische gedeelte, de gameplay, spelbesturing en de muziek.
Het spel ging wereldwijd 1,59 miljoen keer over de toonbank en won meerdere prijzen voor onder meer Beste Wii-spel en Beste Graphics.
Op aggregatiewebsites Metacritic en GameRankings heeft het spel verzamelde scores van respectievelijk 86% en 88,5%.